# 大套乡
大套乡是中国江苏省盐城市滨海县下辖的一个乡。

## 行政区划
大套乡下辖以下行政区：
关南村、大关村、育才村、辛荡村、岭山村、大套村、同心村、浦岗村、永华村、洪林村、陈李村、夹堆村、套稍村